# Harouna Ilboudo
Harouna Ilboudo (né le 31 décembre 1986) est un coureur cycliste burkinabé. Il a notamment remporté le Tour du Faso 2016.

## Palmarès et résultats

### Palmarès par année
- 2011
  - Boucle du Coton :
    - Classement général
    - 2e étape
- 2013
  - 1re et 4ea étapes du Tour du Togo
- 2014
  - Classement général du Tour du Togo
- 2016
  - Classement général du Tour du Faso
- 2017
  - 3e du Tour du Bénin
- 2018
  - 2e étape du Tour du Togo
  - Grand Prix des Cascades[2]
  - 2e du championnat du Burkina Faso sur route
- 2021
  - 3e du Tour du Bénin
- 2022
  - Grand Prix de l'Indépendance
- 2023
  - Grand Prix du CNOSB
  - 3e du Tour de Côte d'Ivoire
- 2024
  - 2e du Tour du Togo

### Classements mondiaux
| Année           | 2011 | 2012 | 2013 | 2014 | 2015 | 2016 | 2017 |
| --------------- | ---- | ---- | ---- | ---- | ---- | ---- | ---- |
| UCI Africa Tour | 157e |      | 126e |      | 118e |      | 40e  |